# Yaya Ag Mohamed Ali
Yaya Ag Mohamed Ali, ministre malien de l'artisanat et du tourisme est né à Léré, dans la région de Tombouctou.

## Biographie
Diplômé de l'École nationale d'administration de Bamako (option « Économie »). Il a été Directeur adjoint, comptabilité budget à la Banque internationale pour l'Afrique occidentale (BIAO) puis coordonnateur du Programme Mali nord GTZ KFW (coopération allemande)
Yaya Ag Mohamed Ali parle bamanan, tamasheq, français, anglais et allemand.

## Sources
- Portraits de certains membres du gouvernement malien (vidéo) sur abamako.com